# Куарцсайт
Куарцсайт (на английски: Quartzsite) е град в окръг Ла Паз, щата Аризона, САЩ. Куарцсайт е с население от 3497 жители (2007) и обща площ от 94 km². Намира се на 268 m надморска височина. ЗИП кодът му е 85346, 85359, а телефонният му код е 928.